# Alouatta nigerrima
Alouatta nigerrima és una espècie d'aluata (un tipus de mico del Nou Món) endèmic del centre-sud de l'Amazones, al Brasil. Abans del 2001, la majoria d'autors el consideraven una subespècie (o una variant taxonòmicament insignificant) de l'aluata de mans vermelles, tot i que aquesta distinció ja s'havia suggerit molt abans. Com ho suggereix el seu nom específic (que vol dir 'negríssima'), sol ser completament de color negre.